# Beldringe
|  | For Beldringe Lufthavn ved Odense, se Hans Christian Andersen Airport. |
Beldringe er en gammel sædegård, som nævnes første gang i 1360. Gården ligger i Beldringe Sogn i Vordingborg Kommune. Hovedbygningen er opført i 1561 og ombygget 1600, 1623, 1774, 1875 og 1910.
Beldringe Gods er på 430 hektar med Bellevue Avlsgård og Bondegaarden

## Ejere af Beldringe
- (1360-1421) Joseph Nielsen Blad
- (1421-1457) Tage Josephsen Blad
- (1457-1480) Anders Jensen Basse
- (1480-1512) Dorthe Christoffersdatter Basse gift Ravensberg
- (1512-1522) Anne Jacobsdatter Ravensberg gift Beck
- (1522-1572) Joachim Beck
- (1572-1590) Albert Joachimsen Beck
- (1590-1607) Lave Joachimsen Beck
- (1607-1621) Jacob Lavesen Beck
- (1621-1648) Christian 4.
- (1648-1670) Frederik 3.
- (1670-1699) Christian 5.
- (1699-1730) Frederik 6.
- (1730-1746) Christian 6.
- (1746-1766) Frederik 7.
- (1766-1774) Christian 7.
- (1774-1820) Frederik Sophus Raben
- (1820-1870) Carl Vilhelm Raben-Levetzau
- (1870-1888) Enkefru Raben-Levetzau
- (1888-1931) Frederik Christopher Otto Raben-Levetzau
- (1931-1992) Johan Otto Raben-Levetzau
- (1992-1993) Nina Veronika Raben-Levetzau (datter)
- (1993-2010) Beldringe Gods ApS v/a Ejnar Dissing / Svend Theodor Kallehave Nielsen / Frits Johannes Kallehave Nielsen
- (2010-2020) Beldringe Gods ApS v/a Svend Theodor Kallehave Nielsen
- (2020-) Beldringe Gods Ejendomme A/S v/ Marie Sidonie Jebsen, Hong Kong